# مكافل أليف الحرارة
مكافل أليف الحرارة (الاسم العلمي:Symbiodinium thermophilum) هو نوع من الأسناخ الصبغية يتبع جنس المكافل من فصيلة المكافلات.